# Dói
"Dói" é uma canção da dupla sertaneja brasileira Jorge & Mateus, lançada em 3 de agosto de 2023 em todas as plataformas digitais de áudio e vídeo, sendo o primeiro single do décimo segundo álbum ao vivo Check-In. Composta por Daniel Vicentine, Guilherme Olliver, Matheus Rosado e Tavares e produzida por Dudu Borges, o videoclipe e áudio da canção foram gravados no Studio VIP. 
"Dói" obteve um considerável sucesso após seu lançamento, figurando por mais de 40 semanas entre as 100 mais executadas nas rádios brasileiras. Recebeu uma certificação de ouro pela Pro-Música Brasil.

## Antecedentes e lançamento
"Dói" foi o primeiro lançamento da dupla após o álbum É Simples Assim (sendo o último produzido por Neto Schaefer, produtor que acompanhou a dupla desde 2015), marcando a volta da dupla com o produtor Dudu Borges. Em julho de 2023, o single foi anunciado. A dupla, em um vídeo, retirou o papel “single” e, no final, os artistas comemoraram o anúncio. Em outra postagem, os cantores goianos divulgaram a data oficial: "Vem aí, #Dói, 03/08!".
Além da divulgação nas redes sociais da dupla, uma ação que envolveu as influenciadoras Nicole Bahls e Thays Jubé aconteceu ao longo dos últimos dias como parte do anúncio, na qual elas fizeram um react da faixa misteriosa até então. Bares das cidades do Rio de Janeiro, São Paulo e Goiânia também receberam cartazes e bolachas de chopp com um QR code que direcionava para o hotsite da canção.

## Composição e conteúdo
Com composição assinada por Tavares, Matheus Rosado, Guilherme Oliveira e Daniel Vicentine, a música traz trechos como “Dói ter que controlar a vontade doida de te ligar / Dói ter que apagar a foto / Pra evitar de lembrar / Ainda tenho que ouvir / Perguntas do tipo / E aí, “cês” tão junto ou não tão?” A letra expressa a luta interna de alguém que está tentando se acostumar com a vida de solteiro após ter vivido um amor intenso.

A dupla comentou sobre o conteúdo da canção:
Jorge: “Nós sempre escolhemos falar sobre o amor, às vezes um amor que tá bem, ou um amor que está sofrido porque houve um rompimento, que é o caso dessa nova música. Tem muita coisa na vida que ‘Dói’, mas você ter que se desacostumar de algo que faz parte da sua rotina é mais complicado, então, realmente ‘Dói’ quando você tem que se desfazer daquele amor que você achava que duraria a vida toda”.
Mateus: “Essa é mais uma música que com certeza vai encaixar na vida ou no relacionamento de alguém. Se você estiver sofrendo, se apegue a essa letra, provavelmente vai te ajudar nesses momentos. Nós sempre gostamos de falar sobre coisas do cotidiano. Todas as músicas do nosso repertório são assuntos que encaixam na vida das pessoas, em vários tipos de sentimentos e momentos. E é o que a gente tem feito e vai fazer, sempre. Esperamos que gostem do nosso novo som".

## Faixa e formatos
"Dói" foi lançado como single em streaming nos serviços Spotify, Deezer, YouTube Music, Tidal e Amazon Music e para download digital no Apple Music, contendo somente a faixa.
| N.º | Título | Duração |  |
| 1.  | "Dói"  | 3:02    |  |

## Recepção

### Desempenho comercial
Em menos de uma semana do lançamento, o single chegou a quase dois milhões de streams no Spotify, e no Top 100 da plataforma, alcançou a posição 58, performou entre a 3ª e 4ª posição das músicas em alta no YouTube, onde o videoclipe obteve mais de cinco milhões de visualizações.

### Desempenho nas paradas
| Tabela musical                    | Melhor posição |
| --------------------------------- | -------------- |
| Apple Music (Top Brazilian Songs) | 21             |
| Billboard (Hot 100)               | 45             |
| Spotify (Top Brazil)              | 58             |
| Crowley (Top 100 Brasil)          | 80             |

### Certificações
| País (Provedor)                                              | Certificação | Unidades/vendas certificadas |
| ------------------------------------------------------------ | ------------ | ---------------------------- |
| Brasil (Pro-Música Brasil)                                   | Ouro         | ±40 000                      |
| Dados de vendas + streaming baseados apenas na certificação. |              |                              |